# Zuursel
Zuursel is een concentraat van melkzuurbacteriën, met als voornaamste functie het omzetten van de aanwezige lactose (melksuikers) in melkzuur. Verzuring van de melk bevordert het stremmen bij de bereiding van kaas en yoghurt. Door het zuur worden ongewenste bacteriën en andere organismen in hun groei geremd, waardoor de houdbaarheid van het product verbetert. Dit laatste is vooral belangrijk bij de bereiding van kaas uit rauwe melk.